# Cornelis Coenen
Cornelis Coenen (Den Haag, 19 maart 1837 – Arnhem, 1 maart 1913) was een Nederlands violist en kapelmeester.

## Achtergrond
Hij was zoon van Cornelis Coenen (klerk bij Maatschappij der Weldadigheid) en Johanna Elisabeth de Barnsteen. Hij was broer van musicus Johannes Meinardus Coenen en muziekonderwijzer Johannes Willem Frederik Coenen (1825-1912). Hij was getrouwd met Gertude Wilhelmina Wijnnobel. Dochter Lucie Coenen werd zangeres. Dochter Louisa Maria Coenen huwde Karel Hendrik Beijen, hun zoon is Johan Willem Beyen.

## Muziek
Hij kreeg zijn muziekopleiding aan de Haagse muziekschool van Johann Heinrich Lübeck. Hij ging daarna voor korte tijd als vioolsolist door het leven met optredens in Nederland, Frankrijk en Duitsland. Hij mocht tevens aan het hof spelen. Hij was een seizoen lang dirigent van een schouwburgorkest in Amsterdam. In 1860 werd hij kapelmeester bij de Utrechtse Schutterij. Hij volgde Gerrit Jan van Eijken (1832-1898) op. Toen hij daar in 1892 zelf werd opgevolgd door Wouter Hutschenruijter werd opgevolgd vertrok hij naar Nijmegen en Arnhem, om tot aan zijn dood viool te onderwijzen. Hij was er korte tijd dirigent van het Nijmeegs Symfonie Orkest.
In 1864 richtte hij samen met Petrus Rudolf Bekker en Richard Hol een Utrechtse muziekschool op, wat uiteindelijk zou leiden tot oprichting van het Utrechts Conservatorium. 
Van zijn hand is een aantal composities bekend, waaronder:
- Feestouverture (voor het 250-jarig bestaan van de Utrechtse Universiteit
- Amalia-cantate (sopraan, gemengd koor en orkest)
- Nationale feestzang (solisten, mannenkoor en orkest)
- Feuilles d’album (werkjes voor viool en piano)
- Vioolconcert
- Hereenigingsmars (voor vierhandig piano)
- Liederen

- International Standard Name Identifier: 0000 0003 9049 8019
- Nederlandse Thesaurus van Auteursnamen: 168696428
- Virtual International Authority File: 284162015
- WorldCat: E39PBJqk3mCXXvKfDkyp4qV6Kd